# El Cid (torero)
Pour les articles homonymes, voir Le Cid.
Manuel Jesús Cid Sala dit « El Cid », né le 10 mars 1974 à Salteras (Espagne, province de Séville), est un matador espagnol.

## Présentation
Le 10 septembre 2009, il se blesse grièvement à la jambe à Navalcarnero dans la région de Madrid face à un taureau de la ganaderia Murube. Il a reçu une cornada de 25 cm dans la cuisse droite au moment de l'estocade. Il ne put honorer son contrat pour la corrida goyesque du samedi 12 septembre de la Feria du Riz d'Arles.
Le 8 juin 2018, il se blesse à nouveau grièvement au niveau de la cuisse droite, au moment de l'estocade, lors de la feria de la San Isidro à Madrid. La corne du taureau aurait remonté sur 20 cm dans la cuisse du matador. Il a subi une intervention chirurgicale dans l'infirmerie des arènes, avant d'être hospitalisé,.

### Carrière
- Débuts en novillada avec picadors : Salteras, le 6 février 1994 aux côtés de « El Paye » et de « Umbreteño ». Novillos de la ganadería de Antonio Muyos.
- Alternative : Madrid (Espagne) le 23 avril 2000. Parrain, David Luguillano ; témoin, Finito de Córdoba. Taureaux de la ganadería de José Vázquez.
  - Saison 2004 : 47 corridas, 57 oreilles et 0 queues (18e de l'escalafón)
  - Saison 2005 : 59 corridas, 57 oreilles et 1 queue (9e de l'escalafón)
  - Saison 2006 : 84 corridas, 112 oreilles et 3 queues (2e de l'escalafón)
  - Saison 2007 : 87 corridas, 130 oreilles et 2 queues (3e de l'escalafón)
  - Saison 2008 : 89 corridas, 100 oreilles et 3 queues (2e de l'escalafón)
  - Saison 2009 : 52 corridas, 58 oreilles et 2 queues (10e de l'escalafón)
  - Saison 2010 : 73 corridas, 106 oreilles et 1 queue (3e de l'escalafón)
  - Saison 2011 : 57 corridas, 60 oreilles et 2 queues (5e de l'escalafón)
  - Saison 2012 : 42 corridas, 53 oreilles et 3 queues (9e de l'escalafón)
  - Saison 2013 : 41 corridas, 49 oreilles et 1 queue (7e de l'escalafón)

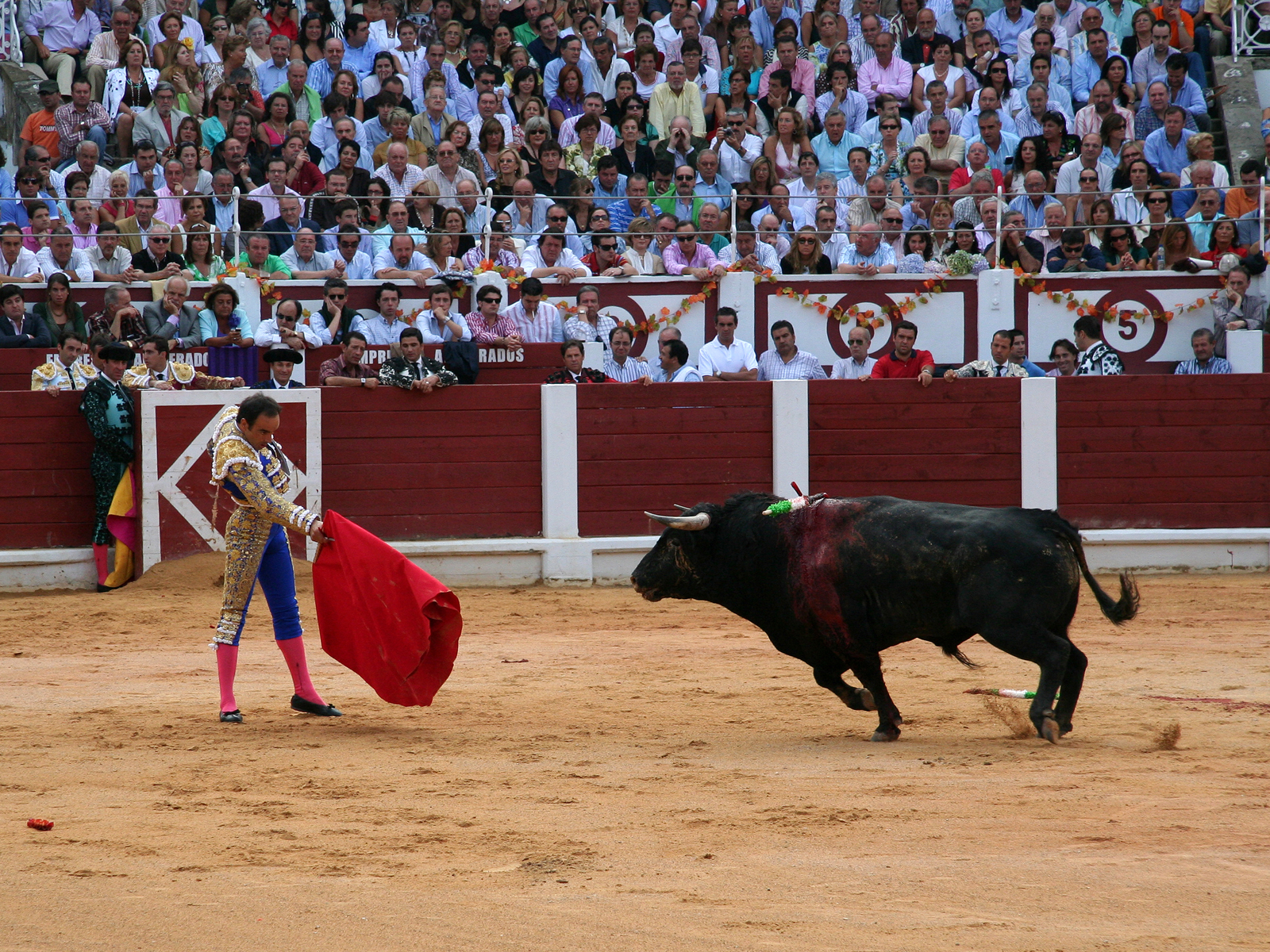
El Cid exécutant un derechazo après un cite